# نوتوسنچه
نوتوسنچه (نام علمی: Neohipparion) نام یک سرده از تیره اسبیان است.